# City of Leicester
City of Leicester  är en enhetskommun i grevskapet Leicestershire i England, Storbritannien. Kommunen har 373 399 invånare (2022). Hela kommunen är en unparished area. Den består av staden Leicester.